# 斑尾漠百灵
斑尾漠百灵（学名：Ammomanes cinctura），是百灵科漠百灵属的一种，分布于埃及、利比亚、伊朗、乍得、叙利亚、马里、佛得角、卡塔尔、以色列、毛里塔尼亚、约旦、尼日尔、巴基斯坦、沙特阿拉伯、阿拉伯联合酋长国、黎巴嫩、也门、苏丹、摩洛哥、阿曼、阿富汗、科威特、阿尔及利亚、突尼斯、巴林、马耳他、伊拉克、意大利和西撒哈拉。该物种的保护状况被评为无危。
斑尾漠百灵的平均体重约为18.8克。栖息地包括热带沙漠和干燥的稀树草原。